# アクア☆マジック

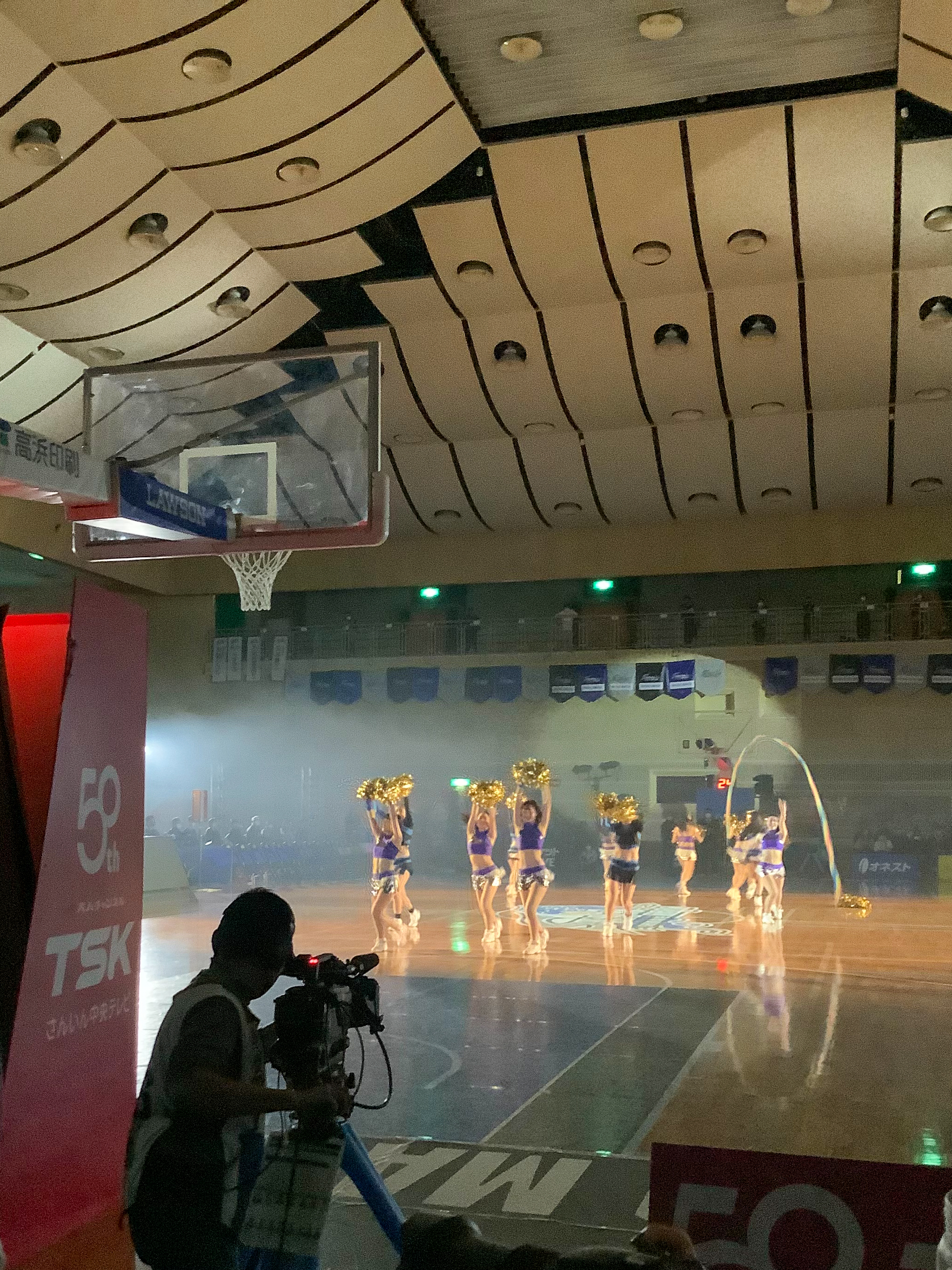
アクア☆マジック（2020年12月）

アクア☆マジック（英: Aqua☆Magic）は、Bリーグに所属する島根スサノオマジック専属のチアリーディングチーム。

## 概要
2010年（平成22年）、bjリーグ（当時）に参入した島根スサノオマジックの創設と共に結成。当初の仮名は「島根スサノオマジックチアガールズ」「島根スサノオマジックダンスチーム」。愛称は同年10月に決定し、スサノオマジックカラーの由来でもあり水の都松江を象徴する風景である「水」のラテン語であるアクア（AQUA）に、英語で「魔法・魔術」を意味するマジック（MAGIC）から名付けられた。ディレクターは山本ユミ。
主にホームゲームでのハーフタイムショーや応援、県内各地でのイベント参加や交流活動などを行っている。
2021年（令和3年）10月3日、1stシングル『Shinin’ Magic』が配信で先行リリースされ、同年11月10日にCDデビューを果たした。プロデューサー・作詞は『トイレの神様』を手掛けた山田ひろし、作曲は『ヘビーローテーション』を手掛けた山崎燿が担当した。
2022年（令和4年）4月20日、2ndシングル『GO!! SUSANOO MAGIC』を配信リリース。同年10月9日、3rdシングル『AND ONE』が配信でリリースされた。

## チアスクール
2016年に開校。同年10月、一般公募により愛称が『Twinkle☆Aqua』（ティンクル☆アクア）に決定した。